# Lachlan Bassett
Lachlan Bassett (4 novembre 1999) è un canoista australiano, specializzato nello slalom.

## Palmarès
- Campionati oceaniani di canoa slalom

Penrith 2022: bronzo nel C1.